# Hope International FC
Der Hope International FC ist ein Fußballklub auf St. Vincent und den Grenadinen aus Kingstown. Bei vier bekannten gewonnenen Meisterschaften ist die Mannschaft derzeit gleichauf mit Avenues United FC gemeinsamer Rekordmeister des Landes.

## Geschichte
Der Klub wurde im Jahr 1995 gegründet. Schon in der Saison 1998/99 war man Teil der ersten Liga des Landes. Die erste Meisterschaft erreichte der Klub dann in der Saison 2003/04. Scheinbar war man danach in der Folgesaison dann nicht am Spielbetrieb beteiligt und landete am Ende der Spielzeit 2005/06 wieder auf dem Meisterplatz. In den folgenden Jahren spielte der Klub nur um Positionen im Mittelfeld, auch wenn es hin und wieder Ausflüge in die Top 3 gab. Erst in der Saison 2014/15 wird die Mannschaft dann wieder als Meister ausgewiesen. Die bislang letzte Meisterschaft gelang dem Team dann am Ende der Runde 2019/20.

## Erfolge
- Premier League[1]
  - Meister: 2003/04, 2005/06, 2014/15, 2019/20